# Arthur J. Cummings
Arthur John Cummings (* 22. Mai 1882 in Barnstaple; † 4. Juli 1957 in London) war ein britischer Journalist.

## Leben und Tätigkeit
Cummings war das dritte von fünf Kindern des Journalisten John Cummings und seiner Frau Maria Elizabeth Richards. Sein jüngerer Bruder war Bruce Cummings. Anstatt die Schule zu besuchen, wurde er privat unterrichtet.
Er schlug die journalistische Laufbahn ein und war nacheinander für die Zeitungen Devon & Exeter Gazette, Rochdale Observer, Sheffield Telegraph und Yorkshire Post tätig. 1920 wurde er Hilfsredakteur (Assistant Editor) der Zeitung New Chronicle in London. Andere Quellen sprechen davon, dass er 1921 zu The Daily News kam, die 1930 mit der News Chronicle fusionierte. Von 1933 bis zu seinem Ruhestand 1955 war Cummings politischer Redakteur und Chefkommentator der linksliberal ausgerichteten Tageszeitung. Seine „Spotlight“-Kolumne gehörte in den 1930er Jahren zu den meistgelesenen politischen Kolumnen in Großbritannien.
Cummings berichtete 1933 unter anderem über den Metro-Vickers Prozess gegen britische Ingenieure in Moskau sowie den Leipziger Reichstagsbrandprozess.
Aufgrund seiner kritischen Einstellung gegenüber dem NS-Regime geriet Cummings Ende der 1930er Jahre ins Visier der nationalsozialistischen Polizeiorgane, die ihn als wichtige Zielperson einstuften: Im Frühjahr 1940 setzte das Reichssicherheitshauptamt in Berlin ihn auf die Sonderfahndungsliste G.B., ein Verzeichnis von Personen, die im Falle einer erfolgreichen deutschen Invasion Großbritanniens durch die Sonderkommandos der SS-Einsatzgruppen mit besonderer Priorität ausfindig gemacht und verhaftet werden sollten.
Von 1952 bis 1953 war Cummings parallel zu seiner Tätigkeit für den Chronicle Präsident des Institute of Journalists.
Cummings wurde in einer Monographie über führende britische Presseleute seiner Zeit als ein „schlanker, aufgeschossener Mann mit schmalem Gesicht und durchdringenden Augen“, der wie ein „geborener Anführer“ ausgesehen habe, beschrieben.

## Familie
Seit dem 19. Oktober 1915 war Cummings mit Nora Buddards verheiratet, mit der er zwei Kinder hatte.

## Schriften
- The Moscow Trial, 1933 (mit Allan Monkhouse)
- Portraits and Pamphlets, 1935. (Vorwort)
- The Press and a Changing Civilisation, 1936.
- This England, 1944.